# Conjugació de càrrega
En física de partícules, la conjugació de càrrega és una operació que canvia una partícula per la seva antipartícula, és a dir canvia el signe de totes les seves càrregues quàntiques (tots els nombres quàntics additius)ː càrrega elèctrica, hipercàrrega, nombre bariònic i nombre leptònic, així com les seves càrregues de sabor (isoespín, estranyesa, encant, bellesa i veritat), sense afectar la seva massa, espín o moment lineal. L'operació C implica, com a conseqüència, un canvi del signe del moment magnètic de la partícula.
El nombre quàntic associat a la conjugació de càrrega és la paritat C.